# 오소영 (조각가)
오소영(吳素英, 1960년 ~ )은 대한민국의 조각가 겸 대학 교수이다. 본관은 해주(海州)이며 아호(雅號)는 추량(秋凉)이다.

## 생애
1982년 조각가 첫 등단을 하였다. 1985년 영화배우 안성기와 결혼하여 그와의 사이에 2남을 두었다.

## 학력
- 이화여자대학교 조소과 학사
- 중앙대학교 대학원 예술학 석사

## 작품

### 조각
- 《예리코 전장》(1983년)